# Prostaglandine-E synthase
La prostaglandine-E synthase, ou PGE synthase, est une isomérase qui catalyse la réaction :
Prostaglandine H2  {\displaystyle \rightleftharpoons }  prostaglandine E2.
Cette enzyme intervient dans le métabolisme des prostaglandines en assurant la conversion de la prostaglandine H2 en prostaglandine E2,, étape finale de la biosynthèse de la prostaglandine E2 à partir de l'acide arachidonique.

Biosynthèse des eicosanoïdes.

Il existe trois isozymes connues pour la PGE synthase : les PGE synthases 1 et 2 sont microsomiales tandis que la PGE synthase 3 est cytosolique.